# Thème de Lavanville
Le Thème de Lavanville (en anglais : Lavender Town Theme) est une musique composée et écrite par Junichi Masuda pour Pokémon Rouge et Vert.
Selon une creepypasta — une sorte de légende urbaine circulant sur internet —, elle aurait provoqué des blessures graves, entraînant souvent la mort, et aurait poussé au suicide un développeur de Game Freak. La légende n'est parue qu'au Japon puis en France après la modification de la musique.

## Contexte
Lavanville est une ville de Pokémon Rouge et Bleu, le premier jeu vidéo de la série Pokémon sorti en occident. Il s'agit d'un jeu Game Boy au sein duquel le joueur parcourt la région de Kanto avec une équipe de Pokémon capturée sur le chemin.

Le logo de Pokémon.

À Lavanville, il doit parcourir une tour-cimetière remplie de fantômes et y affronter la Team Rocket, qui sont les antagonistes principaux du jeu. Ceux-ci séquestrent un vieil homme au dernier étage de la tour, dont l'accès est bloqué par un spectre d'un Ossatueur qu'ils ont tué.
L'ambiance de la ville tranche avec celle du reste du jeu, qui est en général beaucoup moins lourde. Il s'agit en effet du seul endroit où la mort et le deuil sont explicitement abordés.

## Musique
La musique entendue par le joueur à Lavanville est conçue pour être glaçante, mélancolique et décourageante pour créer le malaise chez le joueur, et est donc cohérente avec l'ambiance générale du lieu.
La mélodie suit un tempo lent, et le rythme est composée de blanches et de noires très régulières, ce qui tranche avec le reste de la bande-son qui est beaucoup plus enjouée. Vers 30 secondes, la musique part dans les aigus au point que certaines rumeurs prétendaient qu'elle atteignait les ultrasons, ce qui est faux puisque la Game Boy en serait incapable (toutefois si des écouteurs sont branchés à la Game Boy, ceux-ci pourraient tout à fait produire des battements binauraux ou des ultrasons[réf. nécessaire]).
L'accompagnement consiste en une boucle invariable constituée de 4 notes, très aiguës, qui donnent une impression irréelle. Il évolue indépendamment de la mélodie principale avec laquelle elle interagit en créant des frottements et des dissonances.

## Syndrome de Lavanville

### Description
Le syndrome de Lavanville est une légende urbaine qui circule sur internet. Selon elle, il y aurait eu une vague de suicides d'enfants à la suite de la commercialisation de Pokémon Vert et Rouge — les deux premières versions de la série Pokémon, qui ne sortirent jamais hors du Japon mais furent remaniés pour donner Pokémon Rouge et Bleu, qui sont eux sortis en Europe.
La cause en serait la musique jouée à Lavanville, qui aurait été composée de manière à pousser les enfants à se tuer, en utilisant des fréquences suraiguës audibles uniquement par des enfants, ainsi que des battements binauraux,.

### Cause de sa viralité
Patricia Hernandez, journaliste de Kotaku, explique la popularité du mythe par le fait que Lavanville et sa musique semblent totalement à part au sein du jeu. Il s'agit d'une ville sans arène ; la seule, si l'on excepte le village de Bourg Palette duquel le héros part. Son ambiance sombre, centrée autour d'un cimetière pour Pokémon, jure avec le reste de l'univers, et semble hors de propos dans un jeu vidéo dont le public cible est jeune, et dans lequel les blessures les plus graves se soignent par un simple passage au centre Pokémon.
Elle avance également — en accord avec Rich McCormick de Polygon — que le fait de situer la vague du suicide au Japon la rend plus difficile à vérifier, à cause de la difficulté pour un anglophone de rechercher une information sur un événement datant d'une dizaine d'années dans les médias japonais, à cause de la barrière de la langue,.
Un autre facteur explicatif est que l'idée qu'un produit lié à Pokémon puisse blesser celui qui le consomme ne paraît pas si incongrue. En effet, en 1997, un épisode de la série Pokémon, appelé Dennō Senshi Porigon, a effectivement été la cause d'évanouissements, de vomissements dont certains de sang, d'aphasie, d'hallucinations, et surtout de crises d'épilepsie chez des enfants japonais; plusieurs centaines furent hospitalisés et 7000 à 12000 déclarèrent se sentir malades. Ce cas n'a toutefois pas eu de suites graves.

## Reprises
Plusieurs variantes de la musique de Lavanville figurent sur YouTube. Elle a notamment été reprise par Smooth McGroove.